# Oxyopes gaofengensis
Oxyopes gaofengensis är en spindelart som beskrevs av Zhang, Zhang och Kim 2005. Oxyopes gaofengensis ingår i släktet Oxyopes och familjen lospindlar. Inga underarter finns listade i Catalogue of Life.